# Томск-I
Томск I — железнодорожная станция Кузбасского региона Западно-Сибирской железной дороги. Расположена на территории Кировского района города Томска.

## История
Станция построена при строительстве Томской ветви Средне-Сибирской железной дороги Великого Сибирского пути на 73-й версте от Тайги и 1627-й версте от Челябинска. По состоянию на 1898 год, в частности, со станции Межениновка в Восточную Сибирь было отправлено уже более 3500 тонн муки. На момент строительства, станция являлась второй станцией Томской ветви от Тайги, после Басандайки (с 1909 — Межениновка), и располагалась вне пределов города Томска, около 9,6 км от станции Томск, в свою очередь расположенной в 2 верстах от тогдашних границ города.
При строительстве Томской ветви на месте станции Томск-I была построена пассажирская платформа (по состоянию на конец XIX века — железнодорожная станция IV класса) Межениновка, а железнодорожная станция Томск по проекту была размещена севернее пересечения железной дорогой Иркутского тракта. Со временем большинство пассажиров стало предпочитать платформу Межениновка станции Томск. Хотя обе станции на момент постройки находились на городских окраинах и расстояние до центра города было примерно одинаковым, но на станцию Межениновка поезд прибывал раньше, а отправлялся в южном направлении чуть позже, что было удобнее для пассажиров, поэтому в 1909 году Томская городская дума приняла решение переименовать станцию Межениновка в станцию Томск-I, а станцию Томск — в станцию Томск-II. Имя Николая Меженинова в 1909 году было закреплено в названии железнодорожной станции Басандайка, расположенного на 48 километре Томской ветви (не следует путать с прежним Разъездом 34-й км, переименованным в 1959 году в свою очередь в железнодорожную станцию Басандайка). Вскоре началось строительство каменного здания вокзала станции Томск-I по проекту архитектора Я. Я. Родюкова. Освящение первой очереди вокзала (центральная часть и южное крыло) состоялось 29 января 1917 года. Достройка северного крыла затянулась до 1960-х годов.

## Вокзал

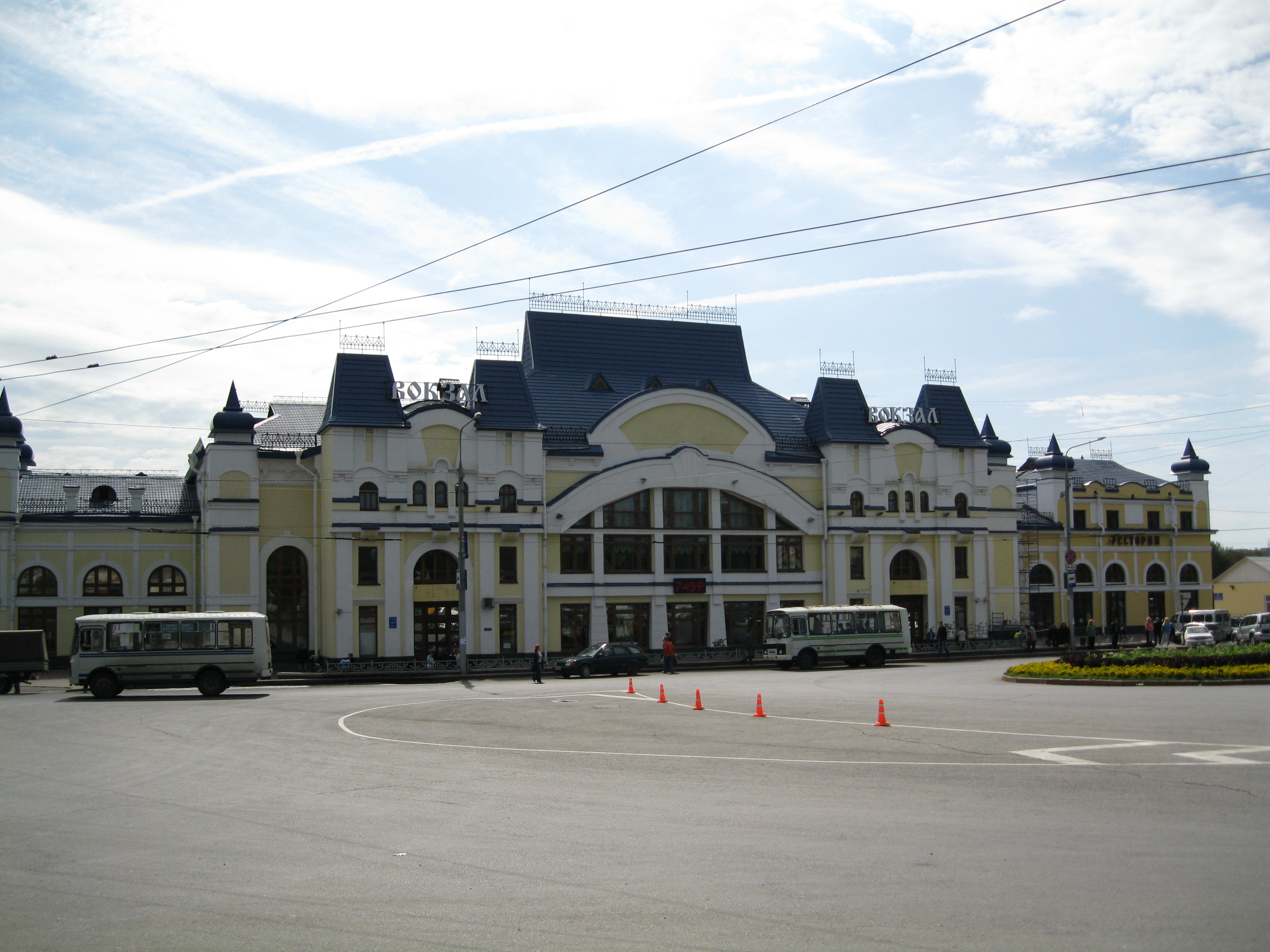
Вид на вокзал со стороны Привокзальной площади

Здание вокзала несколько раз расширялось и перестраивалось. Последний проект реконструкции был разработан институтом «Сибжелдорпроект». Строительные работы начались в октябре 2001 года, реконструкция вокзала была завершена в 2004 году к 400-летию Томска.
Вокзал представляет собой просторное двухэтажное симметричное здание. В центральной части первого этажа имеется два кассовых зала: основной, окнами на привокзальную площадь и сервис-центр окнами на платформу. В сервис-центре можно было купить билет без очереди благодаря дополнительной комиссии, заказать гостиницу, такси и получить другие услуги. С распространением продаж билетов через интернет сервис-центр потерял актуальность и используется как зал ожидания повышенной комфортности. В левом крыле расположены кассы и зал ожидания пригородных поездов, в правом крыле с момента открытия после реконструкции и до 2011 года был вокзальный ресторан русской кухни, который в силу специфики пассажиропотока на вокзале не пользовался спросом и закрылся. С 2016 года в пустующих помещениях открылись кассы и зал ожидания автостанции "Транссервис", организованной перевозчиками, владельцами маршрутных такси, недовольными политикой автовокзала "Томскавтотранс".
На втором этаже вокзала организован зал ожидания и комнаты отдыха. Доступ с первого на второй этаж по лестнице, лифтов нет. Пассажиры мало пользуются залом ожидания (жители города прибывают непосредственно к поезду, а транзитных очень мало), поэтому в нем иногда проводят выставки, ярмарки или концерты. 
Из-за центрального расположения кассовых залов у вокзала имеется два фойе по сторонам от кассового зала, два выхода в город и два выхода к поездам. Пригородный зал имеет отдельный выход в город и к поездам. Для прохода ко второй платформе имеется подземный переход, который часто закрыт, так как количество прибывающих-отбывающих поездов позволяет обходиться только первым путём. В целях обеспечения безопасности все входы оборудованы рамками металлодетекторов, но далеко не все двери открыты постоянно. Вход в пригородный зал со стороны города открывается за час-полтора до отправления электропоездов, одновременно с пригородными кассами. Основные входы в вокзал работают по очереди - один из двух входов по несколько недель официально ремонтируется, хотя видимых работ не проводится - просто в дверях стоит стремянка. В рамках соблюдения правил антитеррористической безопасности выходы к поездам открываются только после объявления о прибытии поезда и начале посадки-высадки. Калитка, позволяющая пройти с платформы на привокзальную площадь, минуя здание вокзала, по тем же причинам не используется совсем. 

## Пригородное сообщение

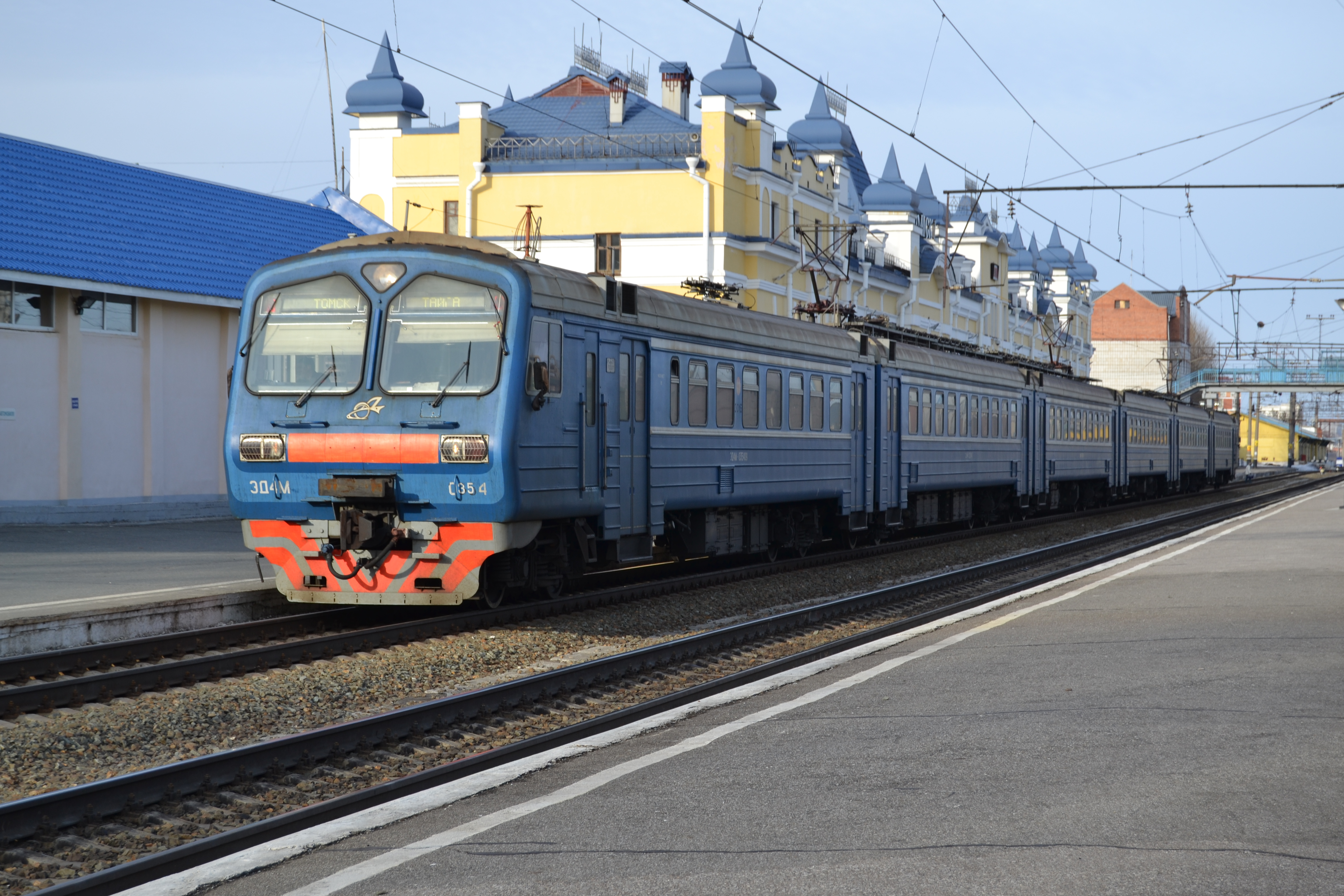
Электропоезд ЭД4М сообщением Томск-II — Тайга

| № поезда  | Маршрут           | Категория    | Перевозчик       |
| --------- | ----------------- | ------------ | ---------------- |
| 6081/6082 | Томск-2 — Тайга-1 | пассажирский | Кузбасс-пригород |
| 6087/6088 | Томск-2 — Тайга-1 | пассажирский | Кузбасс-пригород |
| 6095/6096 | Томск-1 — Тайга-1 | пассажирский | Кузбасс-пригород |

## Дальнее сообщение

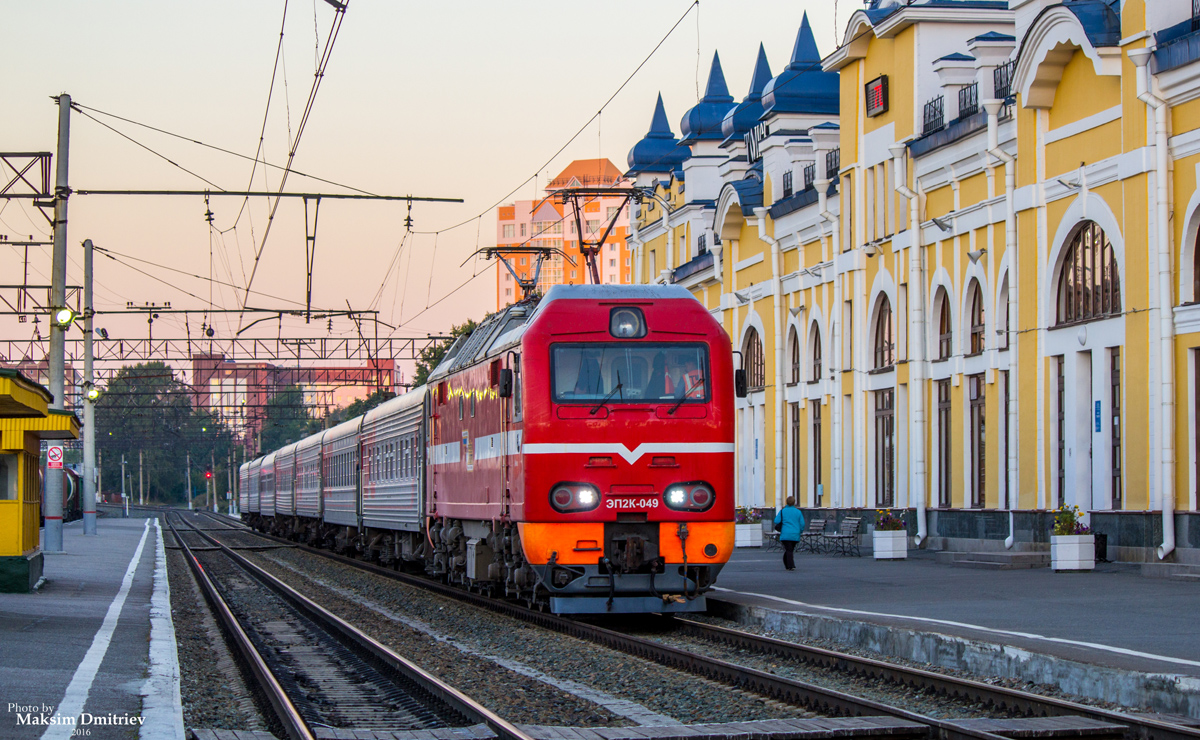
Электровоз ЭП2К в составе пассажирского поезда № 609И Новокузнецк — Томск

| № поезда | Маршрут                      | Категория                         | Перевозчик       |
| -------- | ---------------------------- | --------------------------------- | ---------------- |
| 37/38    | Томск — Москва. "Томич"      | скорый, фирменный                 | ФПК              |
| 115/116  | Томск — Адлер                | скорый                            | ФПК              |
| 869/870  | Томск – Новосибирск          | скорый                            | Кузбасс-пригород |
| 203/204  | Томск — Анапа                | скорый                            | ФПК              |
| 363/363  | Томск – Караганда            | пассажирский                      | ФПК, КТЖ         |
| 391/392  | Томск – Риддер (Лениногорск) | пассажирский                      | ФПК              |
| 601/602  | Томск – Бийск                | пассажирский                      | ФПК              |
| 601/602  | Томск – Новокузнецк          | пассажирский                      | ФПК              |
| 391/7    | Томск – Владивосток          | Вагоны беспересадочного сообщения | ФПК              |

## Контакты
- Номера телефонов справочной службы вокзала: (3822) 54-19-40, 54-19-41.
- Адрес вокзала: 634012, Россия, Томск, проспект Кирова, 70 (Привокзальная площадь).

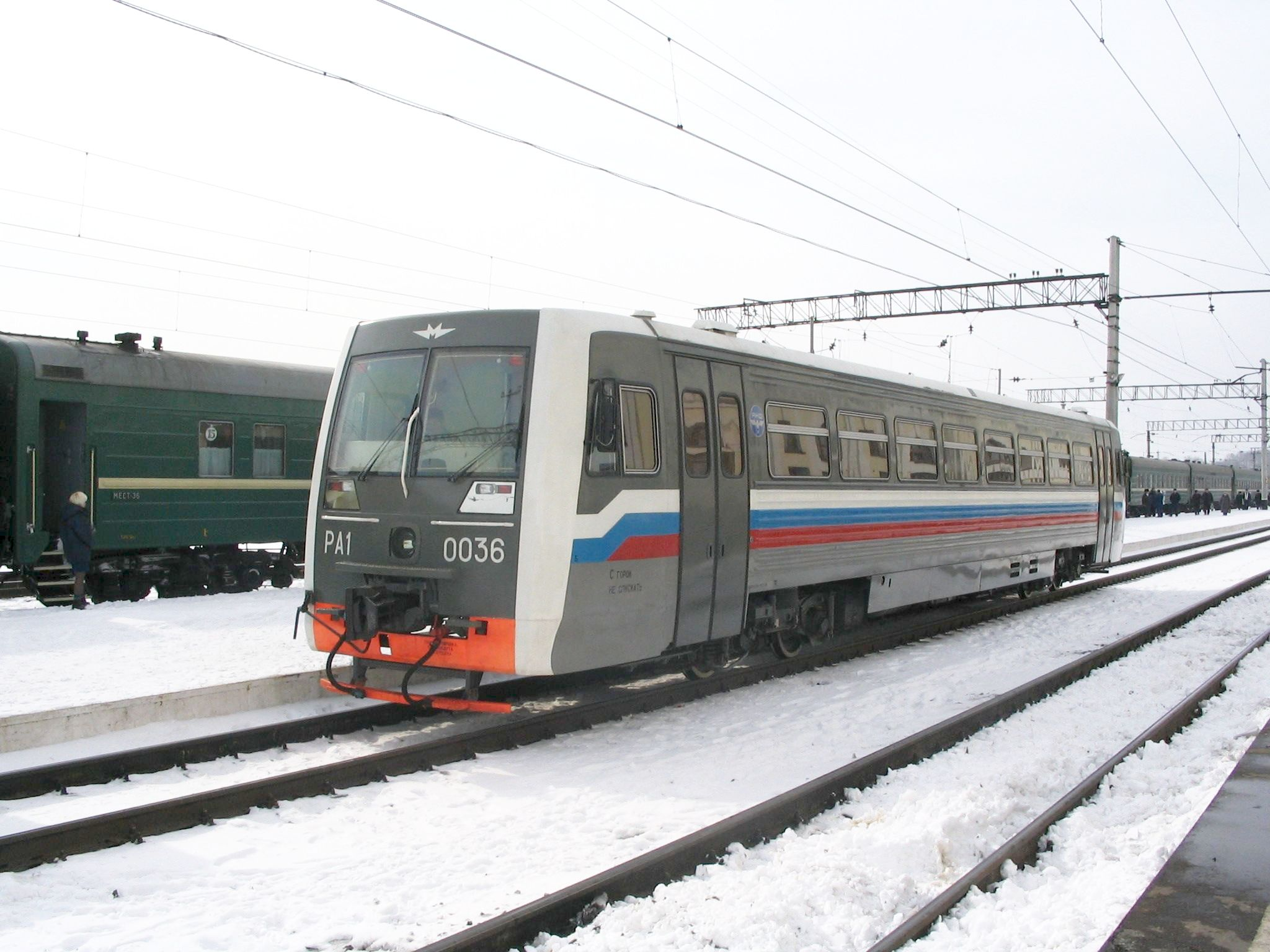
Пассажирский поезд и рельсовый автобус РА-1 на станции Томск I, 2006
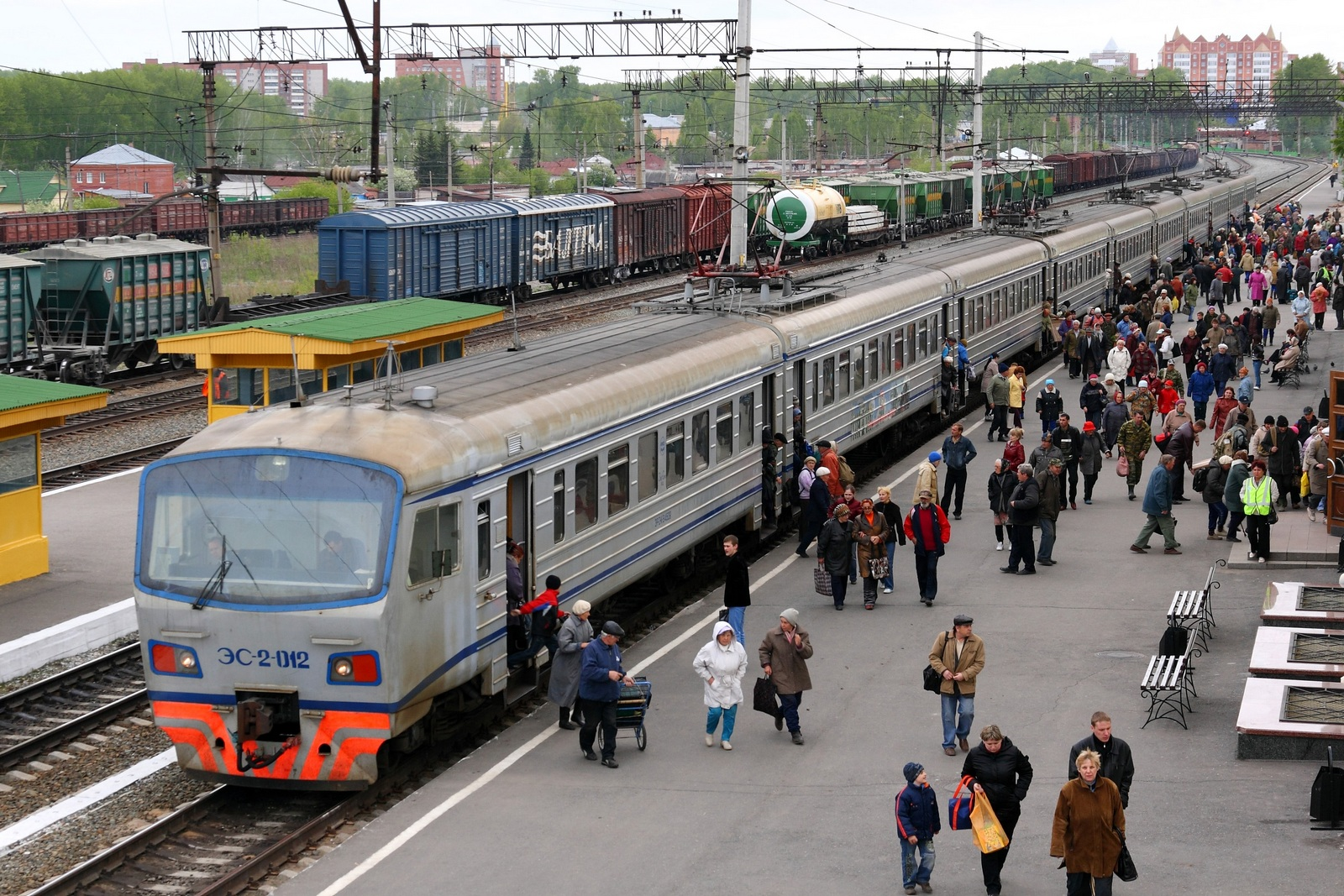
Электропоезд ЭС2 на станции Томск I, 2008
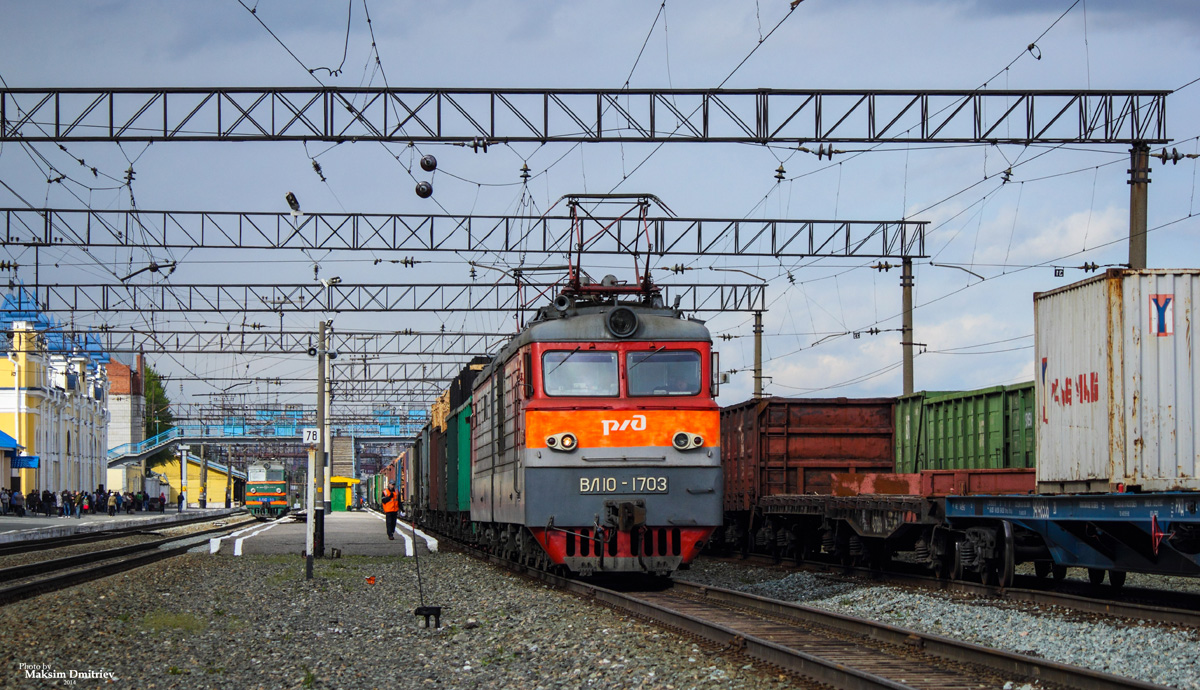
Электровоз ВЛ10 в составе грузового поезда на станции Томск I, 2015
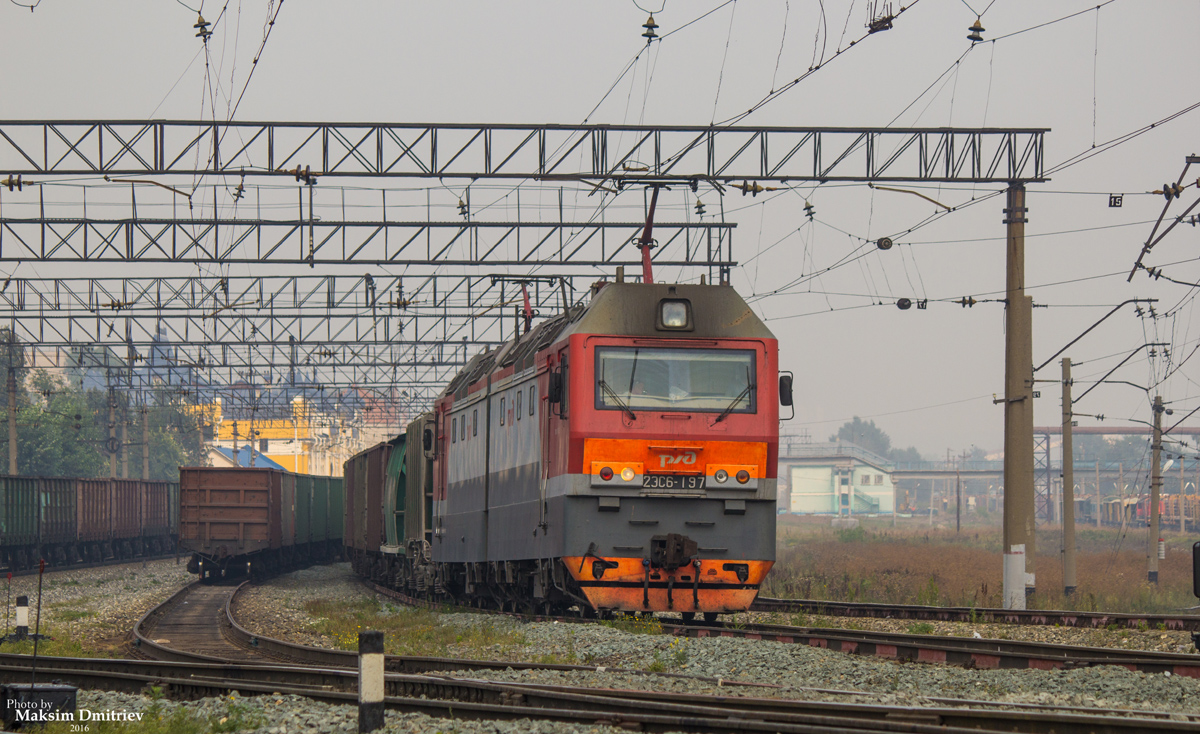
Электровоз 2ЭС6 в составе грузового поезда на станции Томск I, 2017